# Batter (Cricket)

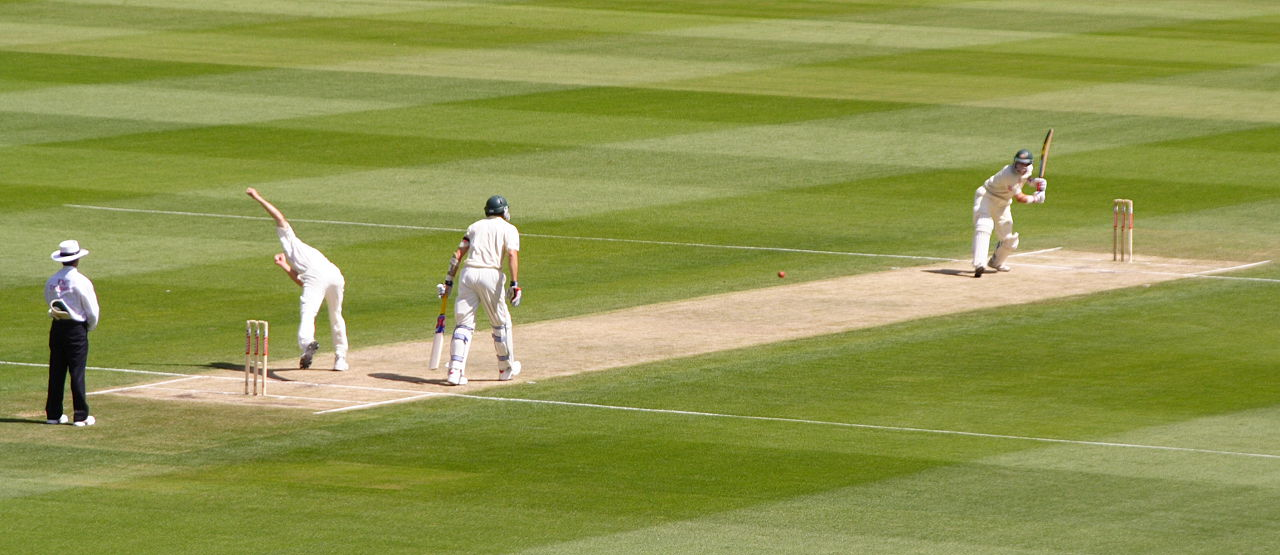
Pitch mit Bowler, den beiden Batsmen und Schiedsrichter

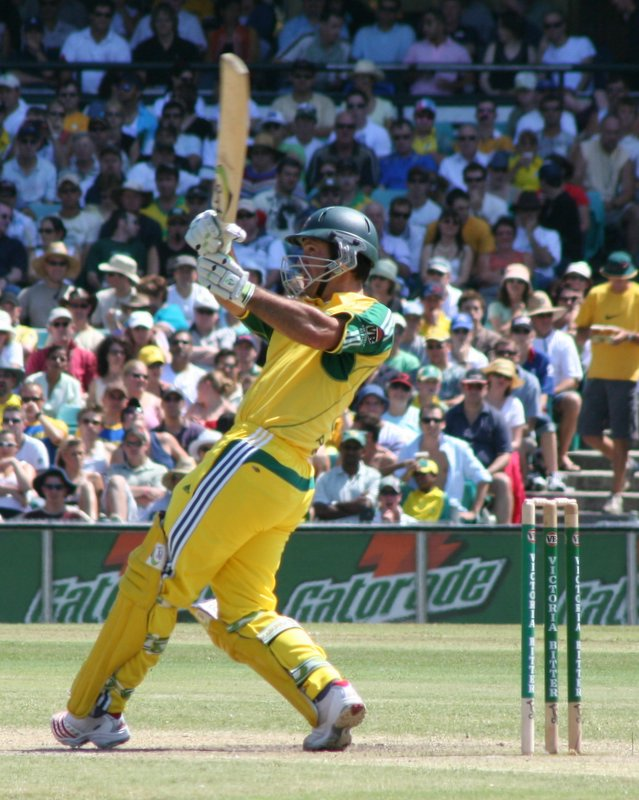
Der australische Kapitän Ricky Ponting während eines One-day Matches gegen Sri Lanka

Der Batter, bis zu einer Regeländerung am 22. September 2021 Batsman (Plural: Batsmen), ist der Schlagmann im Cricket-Sport.

## Positionsbeschreibung
Von der Schlagmannschaft, die Runs erzielen (punkten) kann, stehen zwei Spieler als Batsmen auf der Pitch und besetzen einander gegenüber jeweils eines der beiden Wickets. Von der gegnerischen Feldmannschaft sind alle elf Spieler im Spiel, wobei einer als Bowler agiert. Er bowlt von einem Ende der Pitch jeweils sechs Würfe, ein sogenanntes Over, auf den jeweiligen Batsman am anderen Ende der Pitch, den Striker. Hinter dessen Wicket steht ein weiteres Mitglied der Feldmannschaft, der Wicket-Keeper, und trägt als einziger seines Teams Fanghandschuhe.
Der Striker kann, wenn er mit dem Cricketschläger (Bat) den Ball trifft und wegschlägt, Runs erzielen. Dafür müssen der Striker und sein Gegenüber, der Non-Striker, auf das jeweils andere Wicket zulaufen und hinter die dortige Popping Crease gelangen, meist durch eine weiße Linie gekennzeichnet, währenddessen die gegnerische Mannschaft zu erreichen versucht, dass einer der Batsmen ausscheidet (Dismissal).
Jeder Spieler der Schlagmannschaft muss einmal als Batsman auftreten und versuchen, Runs für seine Mannschaft zu erzielen. Haben alle Mannschaftsmitglieder einmal ihre Position als Batsman eingenommen und sind zehn wieder ausgeschieden, sodass nur noch ein Batsman übrig bleibt, endet das Innings.
Vor Verletzungen durch den Ball schützen Schienbeinschützer (Pads), Unterleibsschutz (Box), Handschuhe und Helme die Batsmen.

## Batting-Techniken

Bezeichnung der orthodoxen Cricket-Schläge und die damit einhergehenden Richtungen in die der Schlag erfolgt aus der Sicht eines rechtshändigen Batters. Der Batter blickt dabei in Richtung Süden.

Ein Batter platziert sich so, dass er mit seinem Bat (Schläger) die drei Stumps des Wickets bedecken kann und sein Körper sich seitlich zum zu ihm gebowlten Ball steht. Dabei befinden sich die beiden Beine in etwa 40 cm auseinander auf beiden Seiten des Popping Crease. Das Gewicht befindet sich idealerweise auf den Fußballen und die Knie sind leicht gebeugt. Ein Rechtshänder steht dabei so, dass er das Wicket zu seiner Rechten, ein Linkshänder zu seiner Linken hat. Der Stump, der ihm am nächsten steht, wird als Leg Stump bezeichnet, der am weitesten entfernt stehende als Off Stump.
Wenn der Bowler auf den Pitch zuläuft, heben Batter normalerweise ihren Schläger an, so dass er sich in etwa waagerecht auf Hüfthöhe befindet, wenn der Ball zum Batter gebowlt wird. In der Folge hängt es davon ab, wo auf dem Pitch der Ball auftrifft. Die Aufgabe des Batters ist es, für den gegebenen Aufprallpunkt, Geschwindigkeiten und potentiellen Drall den korrekten Schlag zu wählen. Ein Batter nimmt dabei Rücksicht auf die line (Linie) und die length (Länge) des Balls. Bei der Linie unterscheidet man generell drei Formen: Off Stump und Außerhalb, Middle Stump und Leg Stump und Außerhalb. Bei den Längen werden die typischen fünf Bowling-Längen berücksichtigt. Dabei nutzt er seine Fußarbeit, um eine ideale Position zum Ball zu finden. Bei kürzeren Bällen wird zumeist das Gewicht auf den hinteren Fuß verlagert. Dabei wird im Falle eines Balles auf den Leg oder Middle Stump bevorzugt ein Pull oder Hook Shot gespielt, wobei die Arme eine volle Streckung haben. Gleiches gilt für den Square Cut, wobei dieser zumeist gespielt wird, wenn sich der Ball auf der Linie des Off Stumps befindet. Sollte ein Ball seinen Aufprallpunkt näher am Batter haben (fuller), liegt das Gewicht des Batters meist auf dem Vorderfuß. Ein Off Drive oder ein Straight Drive wird dabei bei einer Linie auf den Off Stump bevorzugt, ein On Drive, wenn der Ball auf den Leg Stump zusteuert. Im Falle eines langsamen Balles eines Spinners kann ein Sweep Shot eine Option sein.
Wenn der Ball sich dem Batter nähert, muss sich der dieser entscheiden, welchen Schlag dieser spielt. Es besteht die Möglichkeit, den Ball durchgehen zu lassen (leave), wenn der Batter annimmt, dass der Ball das Wicket verfehlt. Bei einem defensiven Schlag, beispielsweise einem Block, unterscheidet man, ob dieser auf dem vorderen Fuß oder auf dem hinteren Fuß geführt wird. Auf dem vorderen Fuß beispielsweise macht der Batter einen Schritt auf den kommenden Ball zu und hält den Schläger senkrecht vor sich, so dass der Ball von diesem Abprallen kann. Bei den offensiven Schlägen stehen Optionen wie der Drive, bei dem der Schläger durchgeschwungen wird, und der Flick zur Verfügung, bei dem der Schläger über die Handgelenke gesteuert wird. Sollte der Ball höher abspringen und der Ball seitlich vom Batter geschlagen werden müssen, kommen Schlagoptionen wie der Cut und der Square Drive zum Tragen. Sollte der Ball auf Hüfthöhe beim Batter ankommen, werden Schlagtechniken wie Pull und Hook eingesetzt. Hat ein Spieler Zeit, beispielsweise wenn er einen Ball von einem Spinner erwartet, dann kann er diesen unter Umständen anheben, was man Sweep nennt.
Neben diesen Standardtechniken stehen sogenannte unorthodoxe Schlagmethoden zur Verfügung. Ein Beispiel ist der Reverse Sweep, bei dem der Ball nicht nur einfach angehoben, sondern zudem zur anderen Seite abgelenkt wird. Aber auch neuere Versionen wie der Helicopter Shot haben sich über die Jahre etabliert.

## Beste Batter

### Männer
| Test                    | Test       | Test       | Test  | Test   |
| Spieler                 | Team       | Zeitraum   | Tests | Runs   |
| ----------------------- | ---------- | ---------- | ----- | ------ |
| Sachin Tendulkar        | Indien     | 1989–2013  | 200   | 15.921 |
| Ricky Pontin            | Australien | 1995–2012  | 168   | 13.378 |
| Jacques Kallis          | Südafrika  | 1995–2013  | 166   | 13.289 |
| Rahul Dravid            | Indien     | 1996–2012  | 164   | 13.288 |
| Alastair Cook           | England    | 2006–2018  | 161   | 12.472 |
| Stand: 28. Oktober 2022 |            |            |       |        |
| ODI                     |            |            |       |        |
| Spieler                 | Team       | Zeitraum   | ODIs  | Runs   |
| Sachin Tendulkar        | Indien     | 1989–2012  | 463   | 18.426 |
| Kumar Sangakkara        | Sri Lanka  | 2000–2015  | 404   | 14.234 |
| Ricky Pontin            | Australien | 1995–2012  | 375   | 13.704 |
| Sanath Jayasuriya       | Sri Lanka  | 1989–2011  | 445   | 13.430 |
| Mahela Jayawardene      | Sri Lanka  | 1998–2015  | 448   | 12.650 |
| Stand: 28. Oktober 2022 |            |            |       |        |
| Twenty20                |            |            |       |        |
| Spieler                 | Team       | Zeitraum   | T20s  | Runs   |
| Virat Kohli             | Indien     | 2010–heute | 106   | 3.856  |
| Rohit Sharma            | Indien     | 2007–heute | 144   | 3.794  |
| Martin Guptill          | Neuseeland | 2009–heute | 122   | 3.531  |
| Babar Azam              | Pakistan   | 2009–heute | 094   | 3.235  |
| Paul Stirling           | Irland     | 2009–heute | 119   | 3.133  |
| Stand: 28. Oktober 2022 |            |            |       |        |

### Frauen
| WTest                   | WTest       | WTest      | WTest  | WTest |
| Spieler                 | Team        | Zeitraum   | WTests | Runs  |
| ----------------------- | ----------- | ---------- | ------ | ----- |
| Janette Brittin         | England     | 1979–1998  | 27     | 1.935 |
| Charlotte Edwards       | England     | 1996–2015  | 23     | 1.676 |
| Rachel Heyhoe-Flint     | England     | 1960–1979  | 22     | 1.594 |
| Debbie Hockley          | Neuseeland  | 1979–1996  | 19     | 1.301 |
| Carole Hodges           | England     | 1984–1992  | 18     | 1.164 |
| Stand: 28. Oktober 2022 |             |            |        |       |
| WODI                    |             |            |        |       |
| Spieler                 | Team        | Zeitraum   | WODIs  | Runs  |
| Mithali Raj             | Indien      | 1999–2022  | 232    | 7.805 |
| Charlotte Edwards       | England     | 1997–2016  | 191    | 5.992 |
| Stafanie Taylor         | West Indies | 2008–heute | 148    | 5.367 |
| Suzie Bates             | Neuseeland  | 2006–heute | 145    | 5.114 |
| Belinda Clark           | Australien  | 1991–2005  | 118    | 4.844 |
| Stand: 28. Oktober 2022 |             |            |        |       |
| WTwenty20               |             |            |        |       |
| Spieler                 | Team        | Zeitraum   | WT20s  | Runs  |
| Suzie Bates             | Neuseeland  | 2007–heute | 136    | 3.613 |
| Meg Lanning             | Australien  | 2010–heute | 124    | 3.211 |
| Stafanie Taylor         | West Indies | 2008–2021  | 111    | 3.121 |
| Sophie Devine           | Neuseeland  | 2006–heute | 112    | 2.839 |
| Deandra Dottin          | West Indies | 2008–heute | 127    | 2.697 |
| Stand: 28. Oktober 2022 |             |            |        |       |

## Vergleichbare Positionen in anderen Sportarten
Eine vergleichbare Position im Spiel wie der Batsman im Cricket ist der Batter im Baseball.